# Liga Nordeste de Futebol Americano de 2018
A Liga Nordeste de Futebol Americano de 2018 foi um campeonato de futebol americano organizado pela Liga Nordestina de Futebol Americano (LINEFA) na Região Nordeste do Brasil sob chancela da Associação Nordestina de Futebol Americano (ANEFA). A competição concede ao campeão uma vaga na Conferência Nordeste do Brasil Futebol Americano, divisão principal nacional. Esta edição da Liga Nordeste não fez parte da Liga Nacional como nos dois últimos anos.
Em final pernambucana, o Santa Cruz Pirates conquista o título invicto ao derrotar o Carrancas FA na final, garantido vaga no Brasil Futebol Americano de 2019.

## Fórmula de disputa
As doze equipes foram divididas em três grupos: Sul, Norte e Central. Cada time realiza quatro jogos, três jogos no mesmo grupo e um jogo com um time de outro grupo, sendo dois jogos em casa e dois jogos fora. A melhor equipe de cada grupo juntamente com o segundo colocado de melhor campanha classificam-se às Semifinais. A pior equipe é rebaixada à Copa Nordeste de Futebol Americano de 2019. Os vencedores das Semifinais disputam a Final, garantindo ao campeão uma vaga direta ao Brasil Futebol Americano de 2019. Os mandos de campo são sempre dos melhores classificados.

## Equipes participantes
As equipes CSA Guerreiros e Recife Vikings que jogaram a Pré-Liga Nordeste de 2017 estreiam na competição. O Recife Pirates, rebaixado no Brasil Futebol Americano de 2017, firmou uma parceira com o Santa Cruz Futebol Clube passando a se chamar Santa Cruz Pirates.
| Grupo Norte                                                                | Grupo Central                                                          | Grupo Sul                                                                 |
| -------------------------------------------------------------------------- | ---------------------------------------------------------------------- | ------------------------------------------------------------------------- |
| - Arcoverde Templários - Carrancas FA - Roma Gladiadores - São Luís Sharks | - Caruaru Wolves - CSA Guerreiros - Olinda Sharks - Santa Cruz Pirates | - Maceió Marechais - Recife Apaches - Recife Vikings - Sergipe Redentores |

## Classificação da Temporada Regular
Classificados para os Playoffs estão marcados em verde e em rosa o rebaixado à Copa Nordeste de 2019.
O símbolo # indicada a classificação geral.
Grupo Norte
| Pos | Times                | V | E | D | PCT   | PF  | PS  | SP   |
| --- | -------------------- | - | - | - | ----- | --- | --- | ---- |
| 1   | Carrancas FA #1      | 4 | 0 | 0 | 1.000 | 166 | 12  | 154  |
| 2   | São Luís Sharks      | 3 | 0 | 1 | .750  | 126 | 55  | 71   |
| 3   | Roma Gladiadores     | 1 | 0 | 3 | .250  | 63  | 113 | -50  |
| 4   | Arcoverde Templários | 0 | 0 | 4 | .000  | 15  | 191 | -176 |

Grupo Central
| Pos | Times                 | V | E | D | PCT   | PF  | PS  | SP   |
| --- | --------------------- | - | - | - | ----- | --- | --- | ---- |
| 1   | Santa Cruz Pirates #2 | 4 | 0 | 0 | 1.000 | 167 | 19  | 148  |
| 2   | Caruaru Wolves #4     | 3 | 0 | 1 | .750  | 101 | 53  | 48   |
| 3   | Olinda Sharks         | 1 | 0 | 3 | .250  | 76  | 105 | -29  |
| 4   | CSA Guerreiros[a]     | 0 | 0 | 4 | .000  | 0   | 196 | -196 |

Grupo Sul
| Pos | Times               | V | E | D | PCT  | PF  | PS | SP  |
| --- | ------------------- | - | - | - | ---- | --- | -- | --- |
| 1   | Maceió Marechais #3 | 3 | 0 | 1 | .750 | 135 | 64 | 71  |
| 2   | Recife Apaches      | 2 | 0 | 2 | .500 | 67  | 88 | -21 |
| 3   | Recife Vikings      | 2 | 0 | 2 | .500 | 45  | 77 | -32 |
| 4   | Sergipe Redentores  | 1 | 0 | 3 | .250 | 85  | 73 | 12  |

### Resultados
Primeira Rodada
| 28 de julho 14:30 UTC -3 | Relatório | Santa Cruz Pirates | 38–07 | Olinda Sharks |  | Estádio Grito da República, Olinda-PE |  |

| 29 de julho 9:30 UTC -3 |  | São Luís Sharks | 28–14 | Roma Gladiadores |  | SESI Araçagi, São José de Ribamar-MA |  |

| 29 de julho 14:00 UTC -3 |  | Recife Vikings | 11–10 | Sergipe Redentores |  | Estádio Grito da República, Olinda-PE |  |

| 29 de julho 15:00 UTC -3 |  | Maceió Marechais | 39–21 | Recife Apaches |  | Vila Olímpica Albano Franco, Maceió-AL |  |

| 29 de julho 16:00 UTC -3 | W.O.[a] | Caruaru Wolves | 49–00 | CSA Guerreiros |  | Estádio Luiz José de Lacerda, Caruaru Público: 760 |  |

| 29 de julho 17:00 UTC -3 | Relatório | Carrancas FA | 57–00 | Arcoverde Templários |  | Estádio Paulo Coelho, Petrolina-PE |  |

Segunda Rodada
| 12 de agosto 14:00 UTC -3 |  | Recife Apaches | 08–00 | Recife Vikings |  | Estádio Grito da República, Olinda-PE |  |

| 12 de agosto 15:00 UTC -3 | Relatório | Roma Gladiadores | 00–33 | Carrancas FA |  | Estádio Clenilsão, Horizonte-CE |  |

| 12 de agosto 15:00 UTC -3 | W.O.[a] | CSA Guerreiros | 00–49 | Olinda Sharks |  | SESI Cambona, Maceió-AL |  |

| 25 de agosto 16:00 UTC -3 |  | Arcoverde Templários | 00–42 | São Luís Sharks |  | Estádio Áureo Bradley, Arcoverde-PE |  |

| 26 de agosto 15:00 UTC -3 |  | Maceió Marechais | 30–00 | Sergipe Redentores |  | SESI Cambona, Maceió-AL |  |

| 26 de agosto 19:00 UTC -3 |  | Caruaru Wolves | 06–34 | Santa Cruz Pirates |  | Estádio Luiz José de Lacerda |  |

Terceira Rodada
| 9 de setembro 14:00 UTC -3 | W.O.[a] | CSA Guerreiros | 00–49 | Santa Cruz Pirates |  | SESI Cambona, Maceió-AL |  |

| 9 de setembro 15:00 UTC -3 |  | Sergipe Redentores | 26–32 | Recife Apaches |  | Complexo Esportivo do SESI, Sergipe-SE |  |

| 22 de setembro 14:00 UTC -3 |  | Olinda Sharks | 13–23 | Caruaru Wolves |  | Estádio Grito da República, Olinda-PE |  |

| 22 de setembro 9:30 UTC -3 | Relatório | São Luís Sharks | 12–34 | Carrancas FA |  | Campo Leão Dourado, São Luís-MA |  |

| 23 de setembro 10:00 UTC -3 |  | Roma Gladiadores | 43–06 | Arcoverde Templários |  | Estádio Moraisão, Maranguape-CE |  |

| 23 de setembro 15:00 UTC -3 |  | Recife Vikings | 34–17 | Maceió Marechais |  | Estádio do Arruda, Recife-PE |  |

Quarta Rodada
| 6 de outubro 14:00 UTC -3 |  | Recife Apaches | 06–23 | Caruaru Wolves |  | Estádio Grito da República, Olinda-PE |  |

| 20 de outubro 14:00 UTC -3 |  | Olinda Sharks | 07–44 | São Luís Sharks |  | Estádio Grito da República, Olinda-PE |  |

| 20 de outubro 14:00 UTC -3 |  | Arcoverde Templários | 09–49 | Maceió Marechais |  | Estádio Joaquim José de Brito, Pesqueira-PE |  |

| 21 de outubro 14:00 UTC -3 | Relatório | Santa Cruz Pirates | 46–06 | Roma Gladiadores |  | Estádio Grito da República, Olinda-PE |  |

| 21 de outubro 17:00 UTC -3 | Relatório | Carrancas FA | 42–00 | Recife Vikings |  | Estádio Adauto Moraes, Juazeiro-BA |  |

| 21 de outubro | W.O.[a] | Sergipe Redentores | 49–00 | CSA Guerreiros |  |  |  |

## Playoffs
Em itálico, os times que possuem o mando de campo e em negrito os times classificados.
|  | Semifinais | Semifinais         | Semifinais   |    |  | Final              | Final | Final |
|  |            |                    |              |    |  |                    |       |       |
|  | #2         | Santa Cruz Pirates | 12           |    |  |                    |       |       |
|  | #4         | Caruaru Wolves     | 10           |    |  |                    |       |       |
|  |            |                    |              |    |  | Santa Cruz Pirates | 26    |       |
|  |            |                    | Carrancas FA | 20 |  |                    |       |       |
|  | #1         | Carrancas FA       | 45           |    |  |                    |       |       |
|  | #3         | Maceió Marechais   | 06           |    |  |                    |       |       |

### Semifinais
| 18 de novembro 14:00 UTC -3 |  | Santa Cruz Pirates | 12–10 | Caruaru Wolves |  | Estádio Grito da República, Olinda-PE |  |

| 17 de novembro 17:00 UTC -3 |  | Carrancas FA | 45–06 | Maceió Marechais |  | Estádio Paulo Coelho, Petrolina-PE |  |

### Final
| 9 de dezembro 17:00 UTC -3 | Relatório | Carrancas FA | 20–26 | Santa Cruz Pirates |  | Estádio Paulo Coelho, Petrolina-PE |  |

## Premiação
| Liga Nordeste                          |
| Pernambuco                             |
| -------------------------------------- |
| Santa Cruz Pirates Campeão (1º título) |